# Pecineaga
Pecineaga – wieś w Rumunii, w okręgu Konstanca, w gminie Pecineaga. W 2011 roku liczyła 2936 mieszkańców.